# SN 2005gw
SN 2005gw – supernowa typu Ia odkryta 26 września 2005 roku w galaktyce A233759+0038. W momencie odkrycia miała maksymalną jasność 21,60m.